# Schluf

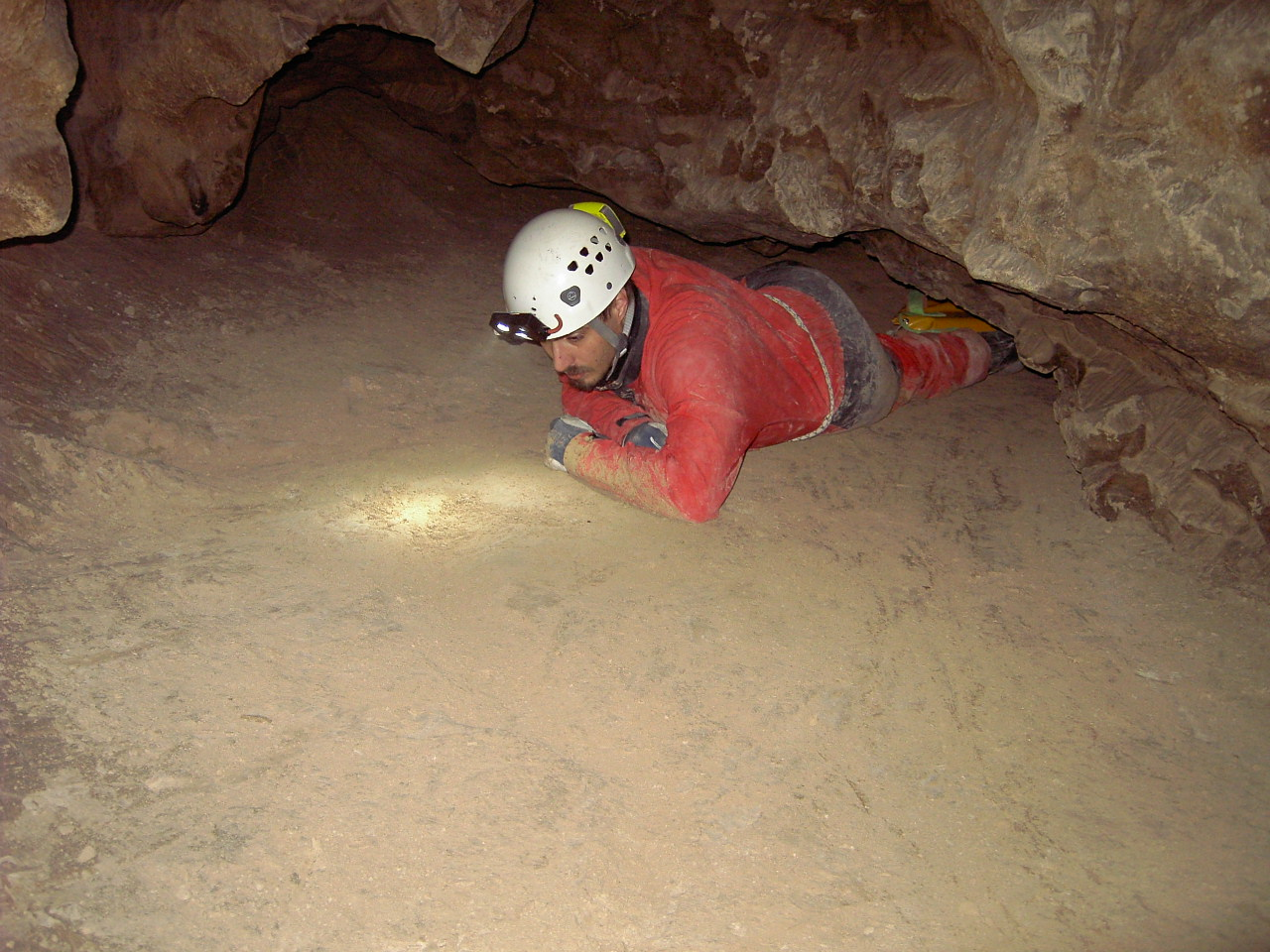
Ein Speläologe verlässt einen engen Schluf in der Hirlatzhöhle

Schluf bezeichnet eine Engstelle in einer Höhle oder in einem Höhlensystem, die ein Mensch in der Regel nur auf dem Boden kriechend passieren kann. Diese Fortbewegung wird als „Schlufen“, oder „Schliefen“ bezeichnet (siehe auch Kriechgang).

## Beschreibung
Viele horizontale Spalten oder enge Röhren bilden Schlufe. Ein Schluf stellt an Höhlenbesucher hohe physische, bei Klaustrophobie auch psychische Anforderungen. Teilweise besteht die Gefahr des Steckenbleibens.
In einigen Schlufen kann man auf allen Vieren krabbeln. Wird der Schluf niedriger, muss gerobbt werden. Dabei müssen teilweise beide Arme nach vorne gestreckt und manchmal auch der Helm abgenommen werden. Wird der Schluf horizontal zu eng, kann er bezwungen werden, indem man nur einen Arm nach vorne streckt und den anderen Arm so eng wie möglich an den Körper presst, so wird eine der größten Problemzonen des menschlichen Körpers, die Schultern, kleiner. Noch engere Schlufe werden bezwungen, indem man sich beim Ausatmen einige Zentimeter nach vorne schiebt und beim Einatmen dann wieder feststeckt. Hierbei besteht die Gefahr, nicht mehr genügend Luft zu bekommen.
Die Befahrung von vertikalen Schlufen stellt meist ein Höchstmaß an Belastung für Mensch und Kletterausrüstung dar. Ein Schluf, der horizontal robbend leicht zu befahren wäre, ist vertikal meist unbefahrbar.
Ein unbefahrbarer Schluf wird als unschliefbar bezeichnet.

## Kategorisierung
Die Schwierigkeit von Engstellen kann in 7 Kategorien unterteilt werden:
1. Bückstelle, Fortbewegung auf den Füßen
2. Krabbelstelle, Fortbewegung auf Händen und Knien
3. Kriechstrecke, Fortbewegung auf Ellenbogen, Bauch und Fußspitzen, kaum Felskontakt mit dem Rücken
4. eng, Fortbewegung rutschend auf dem Bauch, Felskontakt mit Teilen des Körperquerschnitts
5. sehr eng, gesamter Körperquerschnitt hat Felskontakt, Helm muss oftmals abgenommen werden, Atemtechnik wird wichtig
6. äußerst eng, nur unter vollem Ausatmen und mit viel Erfahrung möglich
7. extrem eng, intensive Konzentration und psychische Vorbereitung nötig